# Bassecoia
Bassecoia je manji biljni rod iz porodice kozokrvnica raširen po Istočnoj Himalaji, Nepalu, Tajlandu, Tibetu, središnjem dijelu južne Kine i Qinghaiju. 
Rod je nekada bio klasificiran porodici češljugovki (Dipsacaceae).

## Vrste
Pripadaju mu tri priznate vrste:
1. Bassecoia bretschneideri (Batalin) B. L. Burtt
2. Bassecoia hookeri (C. B. Cl.) V.Mayer & Ehrend.
3. Bassecoia siamensis (Craib) B. L. Burtt